# Авило-Фёдоровка
Авило-Фёдоровка — хутор в Матвеево-Курганском районе Ростовской области России, на границе с Украиной.
Входит в Алексеевское сельское поселение.

## География
Расположен на правом берегу реки Крынка (притоке Миуса), в 18 км к северо-западу от районного центра, посёлка Матвеев Курган.

## Население
| 2010 |
| ---- |
| 152  |

## Улицы
- ул. Мира,
- ул. Победы
- ул. Садовая,
- ул. Свободы,
- ул. Чеховская.